# Елпідофор (Ламбриніадіс)
Митрополит Елпідофор (грец. Μητροπολίτης Ελπιδοφόρος, в миру Іоанніс Ламбриніадіс, грец. Ιωάννης Λαμπρυνιάδης; нар. 28 листопада 1967, Стамбул, Туреччина) — єпископ Константинопольської православної церкви, архієпископ Американський.

## Життєпис
1991 року закінчив кафедру пастирського богослов'я Богословського факультету Університету Аристотеля в Салоніках.
1993 року закінчив аспірантуру при філософській школі Університету Бонна, захистивши дисертацію на тему «Брати Микола та Іван Месарити».
1994 року в Патріаршому соборі в Стамбулі був висвячений в сан диякона і був призначений кодикографом Священного Синоду Константинопольської православної церкви.
1995 року призначений заступником секретаря Священного Синоду.
У 1996—1997 роки навчався на Богословському інституті святого Іоанна Дамаскіна в Баламанді, Ліван, де він вдосконалював свою арабську мову.
У 2001 році захистив дисертацію «Север Антіохійський і Халкідонський Собор» на здобуття наукового ступеня доктора богослов'я в духовній школі Університету Аристотеля в Салоніках.
У 2004 році він був запрошений у грецьку православну богословську школу Святого Хреста в Бостоні, де він викладав в якості запрошеного професора протягом одного семестру.
У березні 2005 року, за пропозицією Патріарха Варфоломія, він був призначений Священним Синодом на посаду генерального секретаря (архіграматея) Священного Синоду і був висвячений Патріархом Варфоломієм у сан священика в Патріаршому соборі Святого Георгія. Зведений у сан архімандрита.
У зв'язку з черговими спробами упорядкувати канонічний порядок Православної Церкви на Американських континентах 16 березня 2009 року виступив у Бруклайнскій православній богословській школі Святого Хреста: повторив відому лінію Константинопольського Патріархату, закликавши «діаспору» об'єднатися під омофором Константинополя.
3 березня 2011 року був обраний титулярним митрополитом Пруським.

### Єпископське служіння
20 березня того ж року в Патріаршій Георгіївській соборній церкві на Фанарі рукоположений у єпископа Пруського з титулом митрополита. Хіротонію очолив патріарх Константинопольський Варфоломій у співслужінні митрополита Транопольского Германа (Хавиаропулоса), архієпископа Критського Іринея (Афанасиадиса), митрополитів Мирлікійського Хризостома (Калаіджіс), Мосхонійсьийского Апостола (Даниїлідіс), Сасимского Геннадія (Лимуриса), Флоринського Феоклита (Пассалис), Іконійського Феоліпта (Фенерліса), Алеппського Павла (Язіджі) (Антіохійський Патріархат), Волоколамського Іларіона (Алфєєва) (Московський Патріархат), Камерунського Григорія (Стергиу) (Олександрійський Патріархат), Тамасского Ісаї (Киккотіса) (Кіпрська Православна Церква), архієпископа Білоцерківського Митрофана (Юрчука) (Московський Патріархат). По закінченні богослужіння голова ВЗЦЗ Московського Патрархата оголосив від патріарха Московського і всієї Русі Кирила привітання новопоставленному  і зазначив, що «факт участі ієрарха Російської Православної Церкви в архієрейській хіротонії в Георгіївському Патріаршому соборі є унікальною подією, що свідчить про те, що відносини між нашими Церквами переживають підйом і динамічно розвиваються».
У вересні 2011 року був призначений настоятелем Монастиря Святої Трійці на острові Халкі. Як припускають, митропрлит Елпідофора повинен буде в подальшому очолити також управління семінарією та інститутом православного богослов'я Константинопольського Патріархату, відновити які обіцяє влада Туреччини.
У січні 2014 року офіційний сайт Вселенського патріархату опублікував за його підписом відповідь на прийнятий у грудні 2013 року Синодом Російської церкви документ «Позиція Московського Патріархату щодо питання про першість у Вселенській Церкві» — «Перший без рівних. Відповідь на „Позицію Московського Патріархату з проблеми першості у Вселенській Церкві“», який піддав критиці ряд тверджень документа РПЦ.
11 травня 2019 року обраний архієпископом Американським.
У 2020 році брав участь у мирних протестах які охопили США через вбивство полісменом чорношкірого Флойда.
На початку листопада 2020 року Привітав Джо Байдена із перемогою на президентських виборах США і закликав Трампа до мирної передачі влади

## Нагороди
- 5 січня 2019 року у Стамбулі під час офіційного прийняття з нагоди підписання Томосу про автокефалію ПЦУ Вселенським Патріархом Варфоломієм, Президент України Петро Порошенко вручив митрополиту Бурському, іпертиму та екзарху Віфінії Елпідофоросу орден князя Ярослава Мудрого IV ступеня, яким він був нагороджений за визначну діяльність, спрямовану на зміцнення авторитету православ'я у світі, утвердження ідеалів духовності і милосердя, вагомий особистий внесок у розбудову автокефальної помісної Православної Церкви України.[9][10]
- Орден князя Ярослава Мудрого V ст. (Україна, 25 липня 2008) — за вагомий особистий внесок у розвиток духовності та з нагоди відзначення в Україні 1020-річчя хрещення Київської Русі[11]